# Richard With (Schiff, 1909)
Die Richard With (I) war ein Passagierschiff der norwegischen Reederei Vesteraalens Dampskibsselskab, das von 1909 bis 1941 Passagiere und Fracht auf den Hurtigruten entlang der norwegischen Küste transportierte. Am 13. September 1941 wurde die Richard With vor Rolvsøy an der Küste der nordnorwegischen Provinz Finnmark von dem britischen U-Boot Tigris versenkt. 28 Besatzungsmitglieder und 71 Passagiere starben.

## Das Schiff
Das 905 BRT große Dampfschiff wurde auf der Werft Trondhjems Mekaniske Værksted (TMV) in Trondheim gebaut und lief am 24. Juni 1909 vom Stapel. Ihr Bau hatte nach damaligem Geldwert 398.000 norwegische Kronen gekostet. Die Kiellegung fand bereits 1907 statt, aber wegen eines Streiks wurde das Schiff erst im Juni 1909 vollendet und seinen Eignern übergeben. Der Dampfer war 62,5 Meter lang und 8,8 Meter breit und hatte einen Tiefgang von 4,9 Metern. Die öffentlichen Räume und Passagierunterkünfte waren sehr komfortabel; das Schiff verfügte über einen Speisesaal für 60 Gäste, einen Rauchsalon, einen Musiksalon, einen Damensalon und ein Postamt. Die Richard With konnte insgesamt 300 Passagiere befördern. Ihre Dreifachexpansions-Dampfmaschine erreichte eine Leistung von 1066 PSi und verhalf dem Schiff zu einer maximalen Reisegeschwindigkeit von 13 Knoten.
Sie wurde für die 1881 von dem Kapitän und Reeder Richard With gegründete norwegische Reederei Vesteraalens Dampskibsselskab gebaut, die ihren ursprünglichen Sitz in Stokmarknes hatte und den Schiffsverkehr auf den Hurtigruten bediente. Stokmarknes war auch der Heimathafen der Richard With. Sie war das erste nach dem Reedereigründer benannte Schiff. Die Richard With wurde für die Strecke Trondheim–Tromsø gebaut, um den schon älteren Dampfer Vesterålen zu ersetzen. 1911 wurde sie aber auf die Route Bergen–Vadsø und 1914 auf die Route Bergen–Kirkenes gesetzt.
Am 23. Februar 1913 lief die Richard With bei Gibostad im Gisund an der Küste von Troms auf Grund, wurde aber wieder in Stand gesetzt. Am 8. Juli 1919 lief sie vor Austrheim auf eine Schäre und musste von dem Bergungsschiff Jason ins Schlepptau genommen werden. Nach der Reparatur war sie zurück auf den Hurtigruten. Am 18. August 1938 verlor das Schiff an der Ostküste der Finnmark seinen Propeller und musste von Honningsvåg bis nach Trondheim geschleppt werden.
Der Ausbruch des Zweiten Weltkriegs im September 1939 hatte erhebliche Auswirkungen auf die Hurtigruten-Schifffahrt. Unter anderem wurde die Anzahl der Abfahrten verringert. Die Richard With wurde im Herbst 1939 außer Dienst gestellt. Nach der Invasion der deutschen Wehrmacht in Norwegen im Mai 1940 wurden vorübergehend alle Hurtigrutenabfahrten eingestellt. Nach kurzer Zeit wurde der Verkehr aber wieder aufgenommen, allerdings in eingeschränkter Form.
Am 5. Mai 1940 befand sich die Richard With unter dem Kommando von Kapitän Olav Isachsen auf dem Weg nach Harstad, als sie von deutschen Flugzeugen mit Bomben und Maschinengewehren angegriffen wurde. Sie strandete im Solbergfjord bei Sørreisa. Alle Passagiere und Besatzungsmitglieder wurden gerettet und von den Schiffen Bjarkov und Clio aufgenommen und an Land gebracht. Die Clio, ein 556-Tonnen-Dampfer der Reederei Det Bergenske Dampskibsselskab, schleppte die Richard With anschließend nach Finnsnes im Gisund. Da man feststellte, dass ihre Maschinen weitestgehend intakt waren, setzte sie ihre Reise nach Tromsø aus eigener Kraft fort.
Das Schiff wurde danach auch gelegentlich von der deutschen Wehrmacht als Truppentransporter genutzt.

## Versenkung
Am Sonnabend, dem 13. September 1941 befand sich die Richard With auf Südkurs zwischen Honningsvåg und Hammerfest an der Küste der Finnmark. An Bord befanden sich 87 Passagiere und 43 Besatzungsmitglieder, darunter zwei Lotsen und mehrere Postangestellte. Die 130 Menschen an Bord waren fast ausnahmslos norwegische Zivilisten. Das Schiff war unter dem Kommando von Kapitän Kristian Dahl Knudsen.
Vor der Insel Rolvsøy, etwa elf Seemeilen von Hammerfest entfernt, wurde das Schiff gegen 11 Uhr von der Tigris, einem U-Boot der Triton-Klasse der Royal Navy, angegriffen. Der erste Torpedo verfehlte sein Ziel, aber der zweite traf die Richard With mittschiffs. Der Dampfer ging in nur 50 Sekunden auf Position 70° 58′ 7,6″ N, 23° 54′ 39,8″ O unter.
Der Fischkutter Skolpen sah die Richard With untergehen und traf 15 Minuten später an der Unglücksstelle ein. Die Skolpen konnte nur noch 31 Menschen retten. 28 Besatzungsmitglieder, unter ihnen sieben Frauen, und 71 Passagiere kamen ums Leben. (Aufgrund abweichender Quellen gehen die Zahlen in einigen Berichten auseinander.) Bei diesem Unglück kamen die meisten norwegischen Zivilisten durch die Versenkung eines Schiffs an der norwegischen Küste im Zweiten Weltkrieg ums Leben.